# Adriana Aparecida dos Santos
Adriana Aparecida dos Santos, född den 18 januari 1971 i São Bernardo do Campo, Brasilien, är en brasiliansk basketspelare som var med och tog OS-silver 1996 i Atlanta. Detta var första gången Brasilien tog en medalj i damklassen vid de olympiska baskettävlingarna. Fyra år senare i Sydney var hon med och tog OS-brons 2000.